# Stenhomalus ater
Stenhomalus ater là một loài bọ cánh cứng trong họ Cerambycidae.